# The Fall (musikalbum)
The Fall från 2009 är Norah Jones fjärde album. Albumet såldes i 180 000 exemplar under första veckan och har totalt sålt i över tre miljoner exemplar världen över.

## Låtlista
Alla låtar är skrivna av Norah Jones om inget annat anges.
1. Chasing Pirates – 2:41
2. Even Though (Norah Jones/Jesse Harris) – 3:52
3. Light as a Feather (Norah Jones/Ryan Adams) – 3:53
4. Young Blood (Norah Jones/Mike Martin) – 3:38
5. I Wouldn't Need You – 3:30
6. Waiting – 3:31
7. It's Gonna Be – 3:12
8. You've Ruined Me – 2:45
9. Back to Manhattan – 4:10
10. Stuck (Norah Jones/Will Sheff) – 5:16
11. December – 3:06
12. Tell Yer Mama (Norah Jones/Richard Julian/Jesse Harris) – 3:26
13. Man of the Hour – 2:57

## Medverkande
- Norah Jones – sång, Wurlitzer-piano, piano, elgitarr, akustisk gitarr, klockspel , spikpiano
- John Kirby – synthesizer, piano, spikpiano, synth-stråkar (spår 1, 2, 3, 10)
- Zac Rae – orgel, synthesizer, clavinet, rhodes, vibrafon, marimba, marxofon (spår 3, 4, 5, 8, 9, 12)
- Sam Cohen – elgitarr (spår 1, 5, 9)
- Peter Atanasoff – elgitarr (spår 2, 7, 10)
- Smokey Hormel – elgitarr (spår 1)
- Lyle Workman – akustisk gitarr, elgitarr (spår 4, 12)
- Sasha Dobson – akustisk gitarr (spår 3)
- Marc Ribot – elgitarr, banjo (spår 8, 10)
- Jesse Harris – akustisk gitarr (spår 11)
- James Poyser – Wurlitzer-piano, orgel (spår 1, 8)
- Matt Stanfield – programmering, synth (spår 1, 11)
- Gus Seyffert – elbas (spår 4, 5, 9, 12)
- Dave Wilder – elbas (spår 2, 3, 8)
- Frank Swart – elbas (spår 1, 8)
- Catherine Popper – elbas (spår 6)
- Tony Scherr – elbas (spår 7)
- Pete McNeal – trummor (spår 2, 3, 8)
- Joey Waronker – trummor (spår 4, 5, 12)
- Robert DiPietro – trummor (spår 1, 6, 7)
- Marco Giovino – trummor, slagverk (spår 1, 8)
- James Gadson – trummor (spår 9)
- Will Sayles – slagverk, tamburin, slagverk (spår 2, 3, 4, 7)
- Jon Graboff – pedal steel guitar (spår 9)
- Mike Martin – kör (spår 4)

## Listplaceringar
| Lista (2009–10) | Topplacering |
| --------------- | ------------ |
| Sverige         | 2            |
| Norge           | 14           |
| Danmark         | 9            |
| Finland         | 21           |